# Instituto de Economia da Universidade Federal do Rio de Janeiro
O Instituto de Economia (IE) da Universidade Federal do Rio de Janeiro (UFRJ) é um dos principais centros de estudo de Ciências Econômicas do Brasil. Os cursos de graduação e pós-graduação do IE são um dos mais antigos da área no país, bem como um dos mais bem avaliados e reconhecidos.
O Instituto está localizado no campus da Praia Vermelha e integra, juntamente a outras unidades da UFRJ, o Centro de Ciências Jurídicas e Econômicas (CCJE).

## História
As origens do Instituto de Economia da UFRJ remontam à fundação da Faculdade de Ciências Econômicas e Administrativas do Rio de Janeiro (FCEARJ), fundada em 1938 pela Ordem de Economistas do Rio de Janeiro e a Sociedade Brasileira de Economia Política, que reunia estudiosos do mais alto escalão do ensino de economia da época, como Octávio Gouvêa de Bulhões e Eugênio Gudin. 
A FCEARJ seria incorporada, em 1946, à então Universidade do Brasil (que só seria renomeada de UFRJ em 1965), e passou a chamar-se Faculdade Nacional de Ciências Econômicas (FNCE), e novamente rebatizada em 1965 como Faculdade de Economia e Administração (FEA). A criação da FNCE faria da instituição o primeiro curso de graduação em economia independente do Direito no Brasil. Em 1979, a UFRJ criaria ainda o Instituto de Economia Industrial (IEI), uma instituição voltada para o ensino de pós-graduação e para a pesquisa em economia. Em 1986, implementaria-se ainda o curso de doutorado. 
Em 1996, o Departamento de Economia da FEA se fundiria ao IEI, unindo a graduação à pós-graduação e a pesquisa em economia. Dessa fusão surge o Instituto de Economia, resultado de um projeto histórico de construção de um núcleo universitário unificado para o ensino e a pesquisa de excelência em economia na UFRJ. Esta união possibilitou uma quantidade maior de disciplinas a serem ofertadas e uma interação mais intensa entre programas de graduação e pós-graduação na área de Economia.

## Atlética Economia UFRJ
O Instituto de Economia da UFRJ conta, desde 2014, com uma atlética formada e gerida por alunos e ex-alunos do Instituto de Economia. Suas cores são preto e amarelo, e seu mascote é um morcego. Participa, desde 2016, dos Jogos Financeiros, competição a qual conquistou pela primeira vez em 2017, além de ser eleita a Melhor Torcida na edição inaugural. A atlética também foi campeão geral do Desafio Universitário de 2015, e conquistou mais três títulos de Melhor Torcida, na Supercopa em 2014 e 2017 e no Super 15 em 2015.

## Pessoas notáveis

### Alunos

Alunos notáveis incluem:
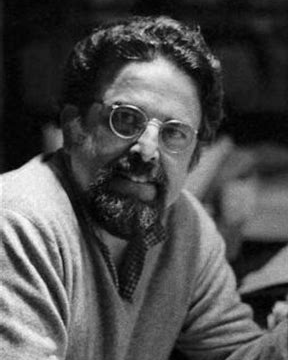
Barros de Castro, ex-presidente do BNDES e antigo membro da Cepal
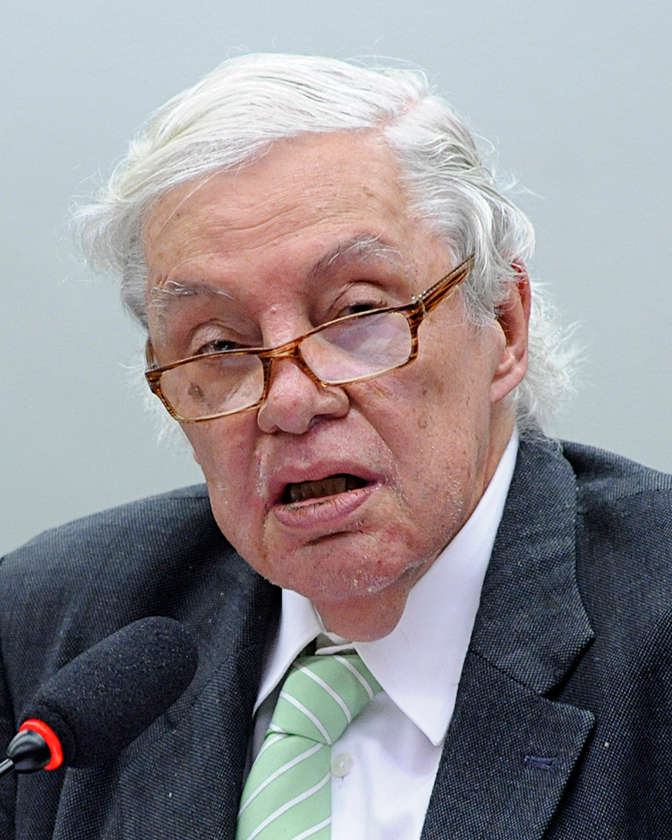
Carlos Lessa, ex-presidente do BNDES e ex-reitor da UFRJ
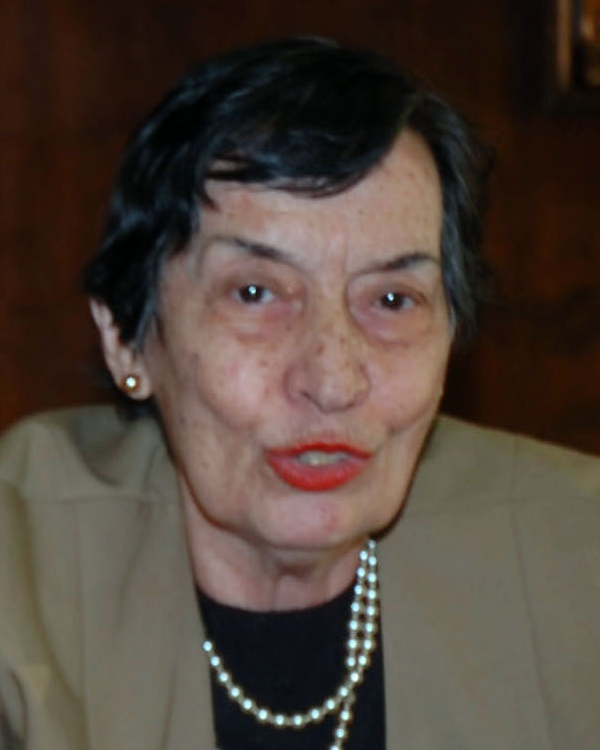
Conceição Tavares, participante do Plano de Metas e ex-deputada federal
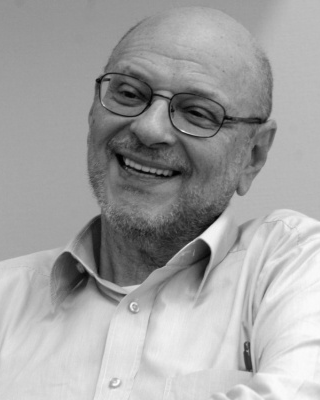
Dias Carneiro, responsável pelo Departamento de Economia da PUC-Rio
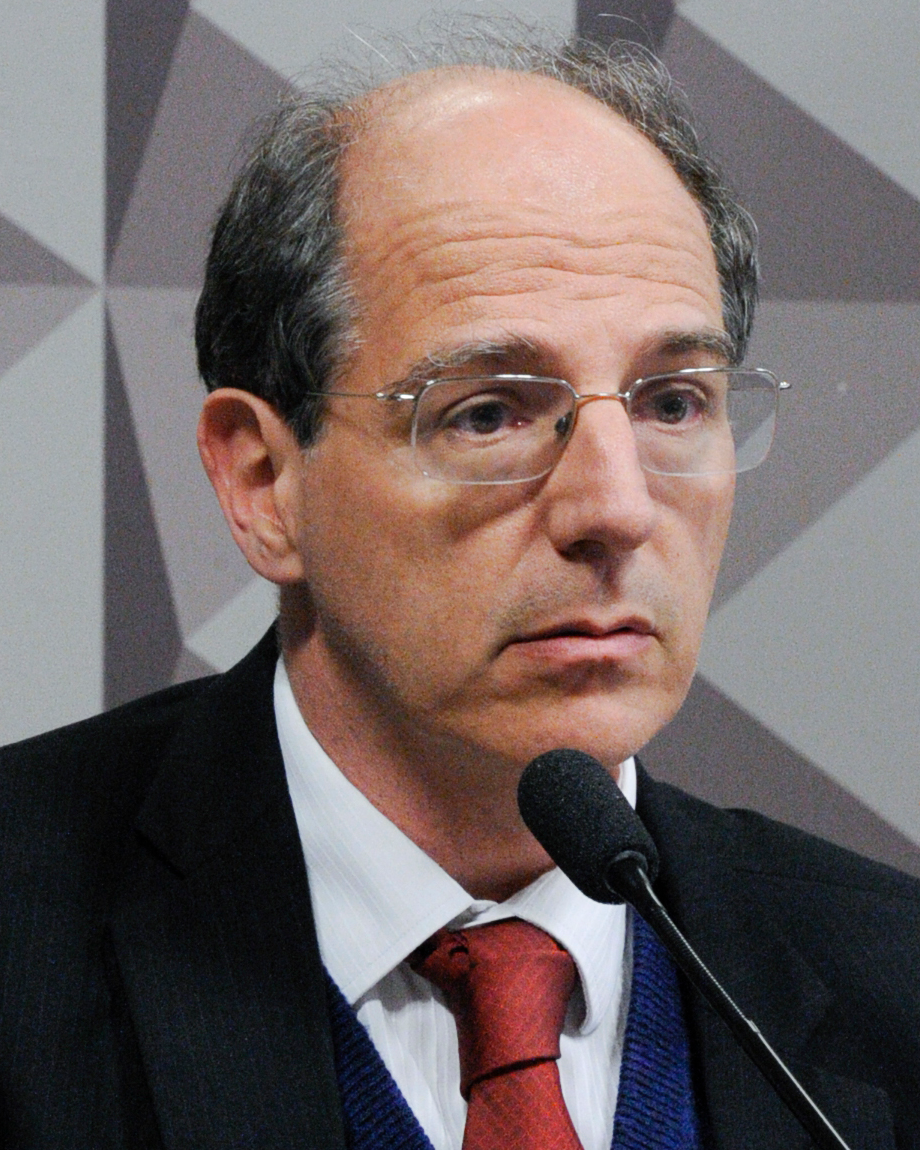
Fabio Giambiagi, ex-membro do BNDES
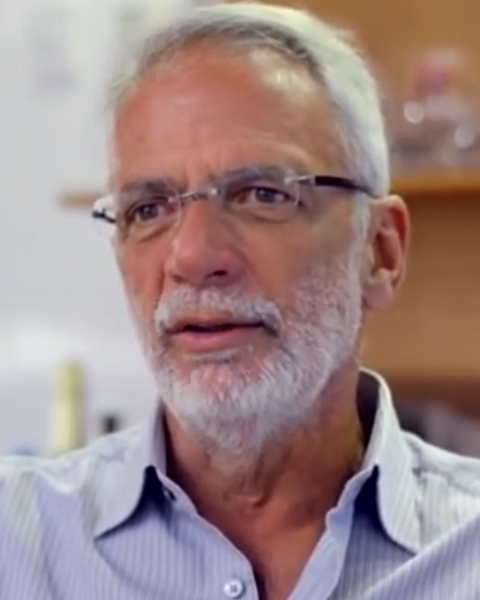
Herrmann Telles, bilionário brasileiro, com fortuna de US$ 10,3 bilhões
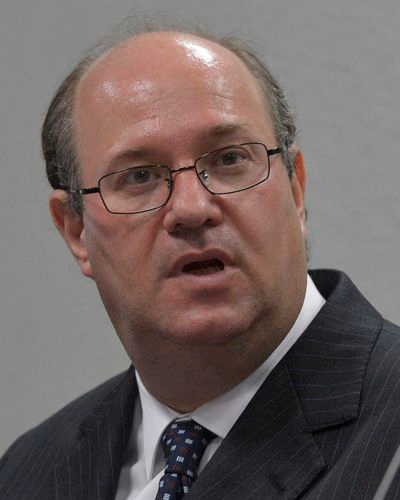
Ilan Goldfajn, ex-presidente do Banco Central
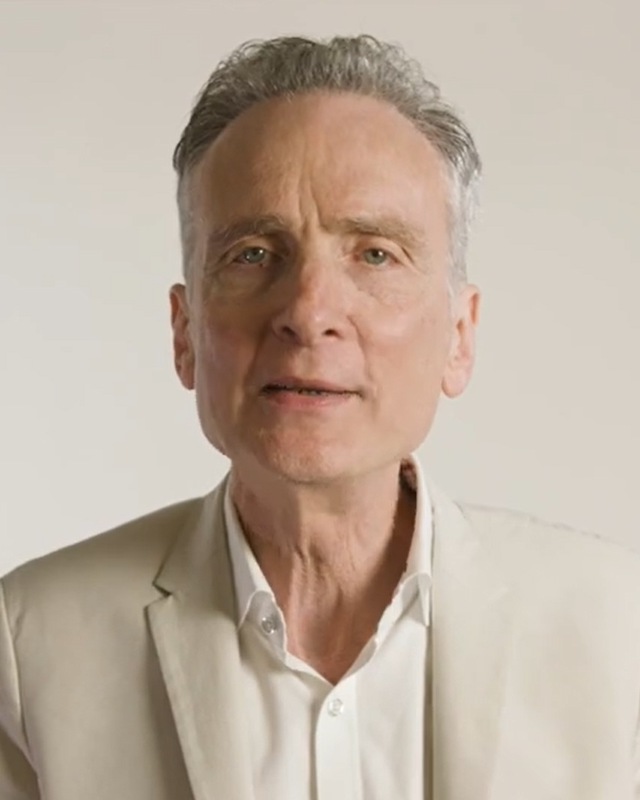
José Scheinkman, docente da Universidade de Princeton
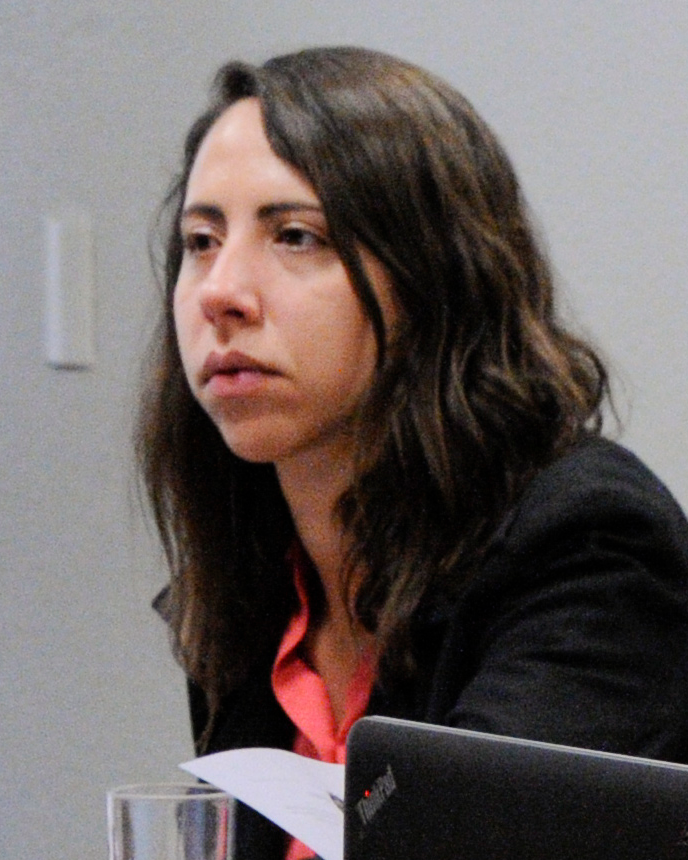
Laura Carvalho, docente da USP
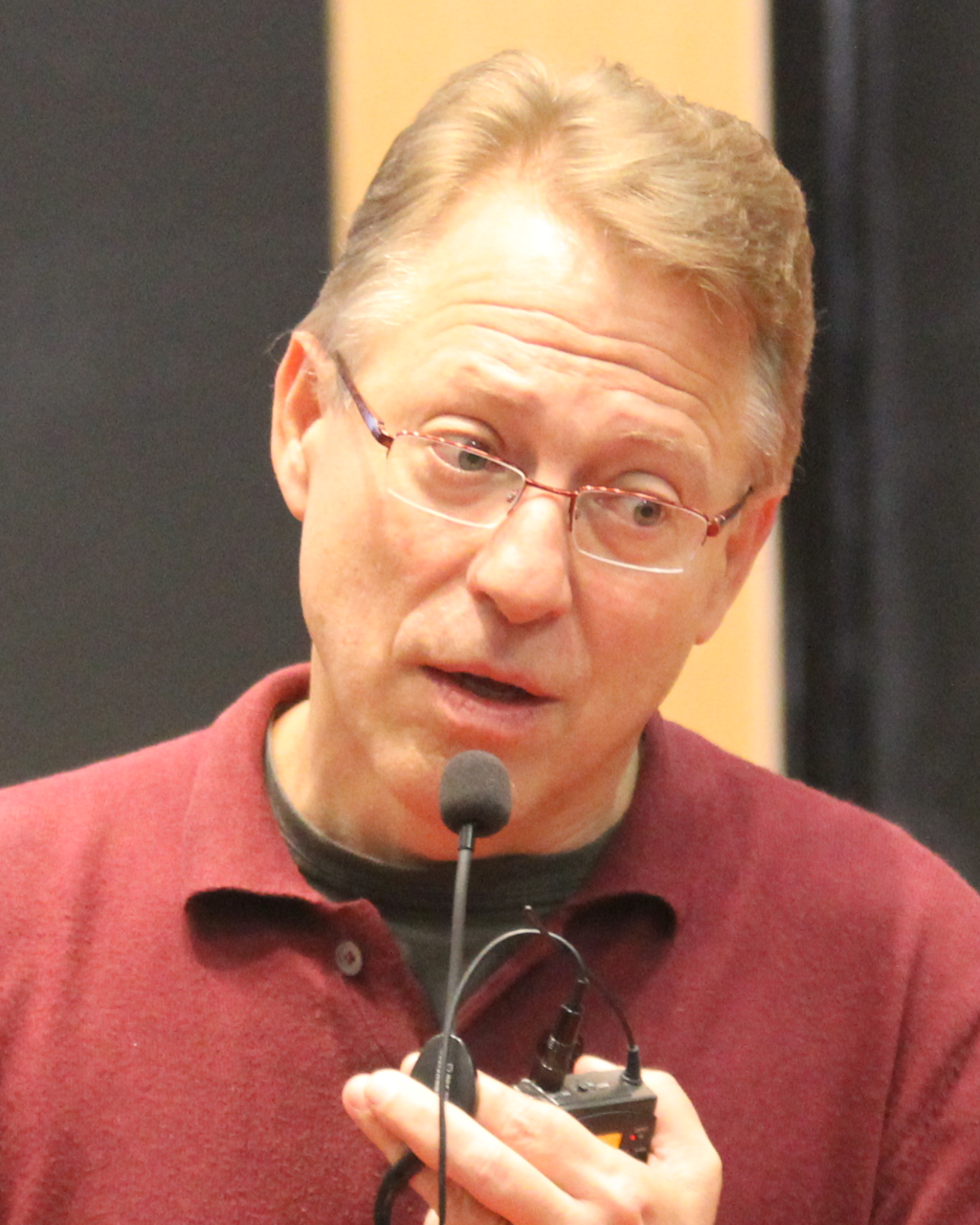
Marcos Lisboa, presidente do Insper
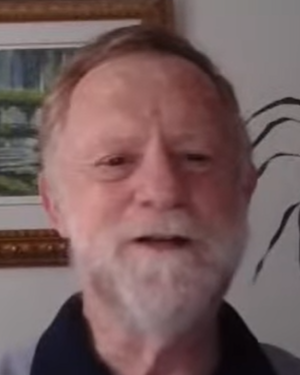
Ricardo Bielschowsky, membro da Cepal
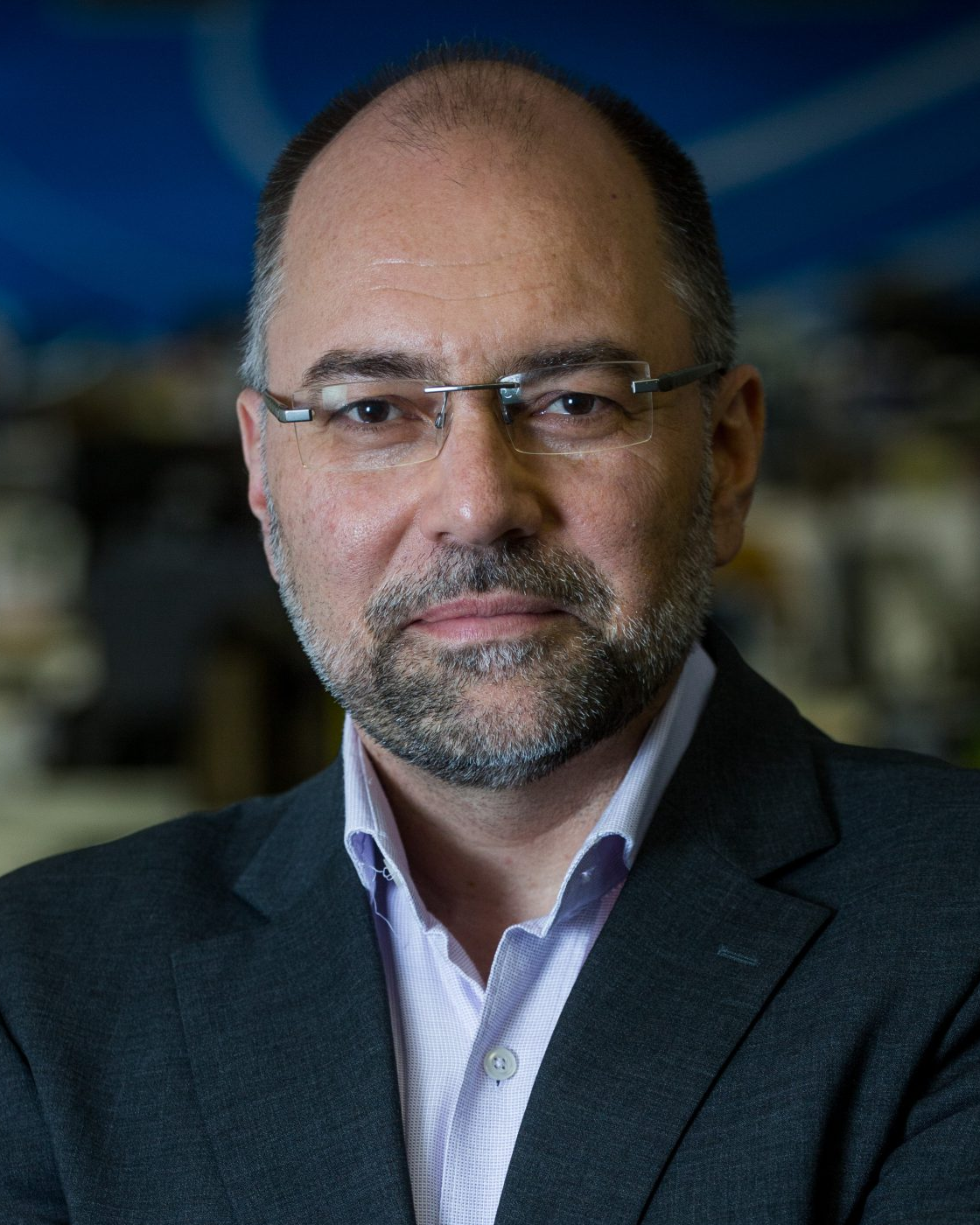
Ricardo Henriques, docente da UFF
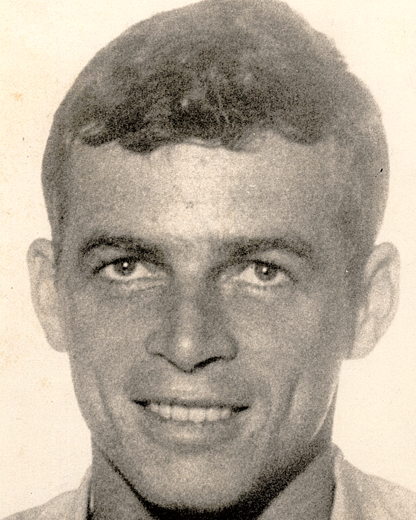
Stuart Angel, antigo membro do MR8 e participante da luta armada

### Docentes

Docentes notáveis incluem:
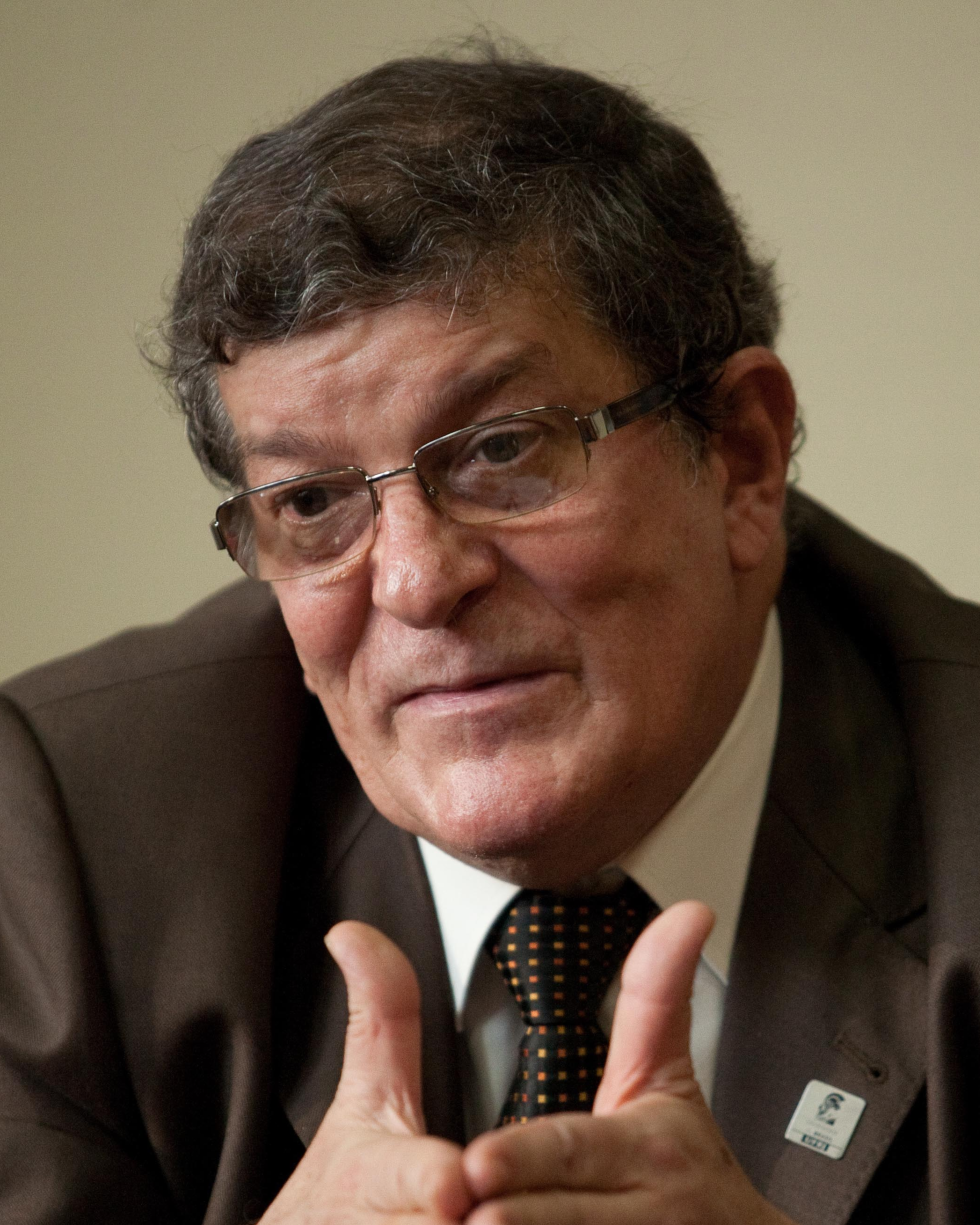
Aloísio Teixeira, ex-reitor da UFRJ
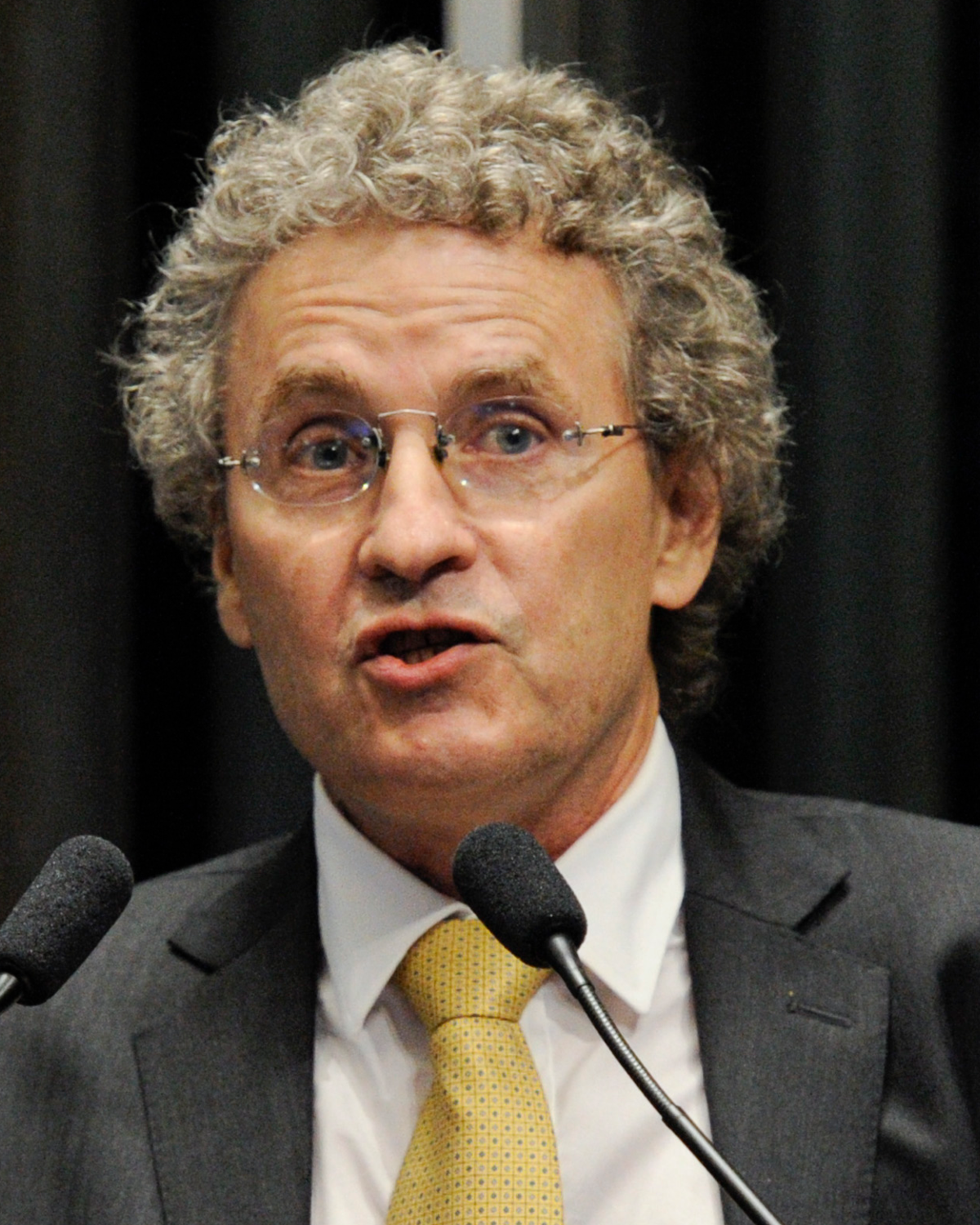
Armando Castelar [en], ex-membro do BNDES
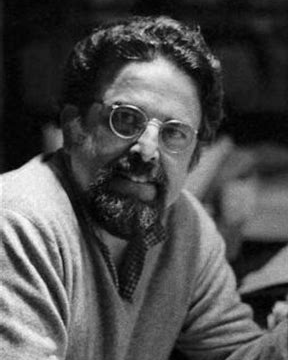
Barros de Castro, ex-presidente do BNDES e antigo membro da Cepal
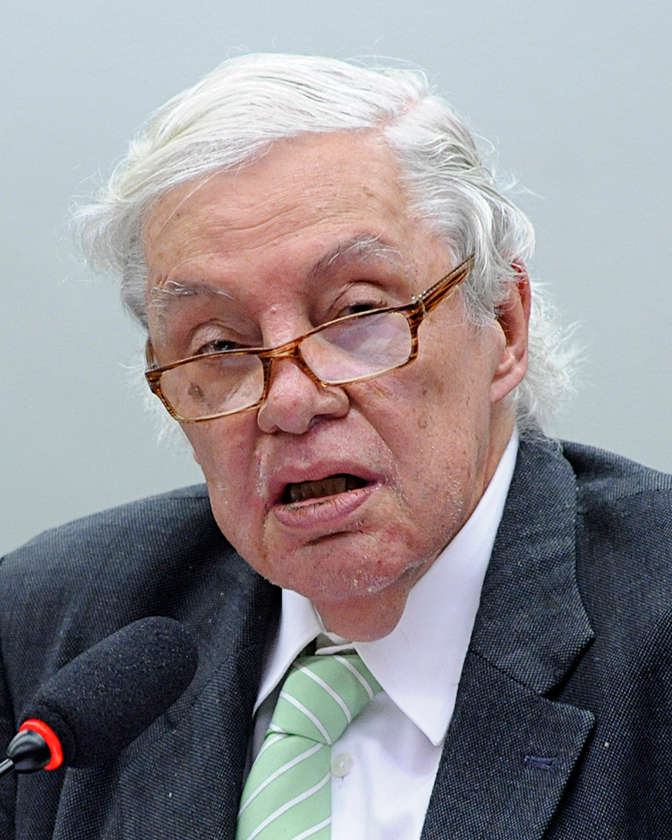
Carlos Lessa, ex-presidente do BNDES e ex-reitor da UFRJ
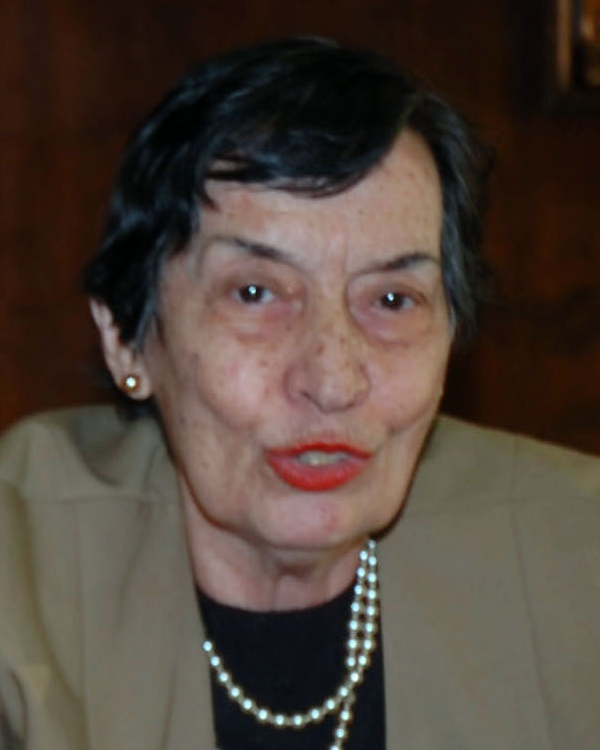
Conceição Tavares, participante do Plano de Metas e ex-deputada federal
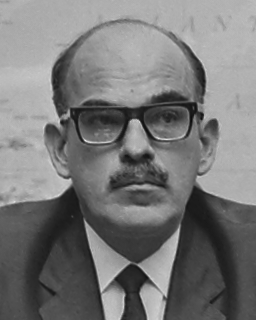
Dias Leite, ex-ministro de Minas e Energia e participante do Tratado de Itaipu
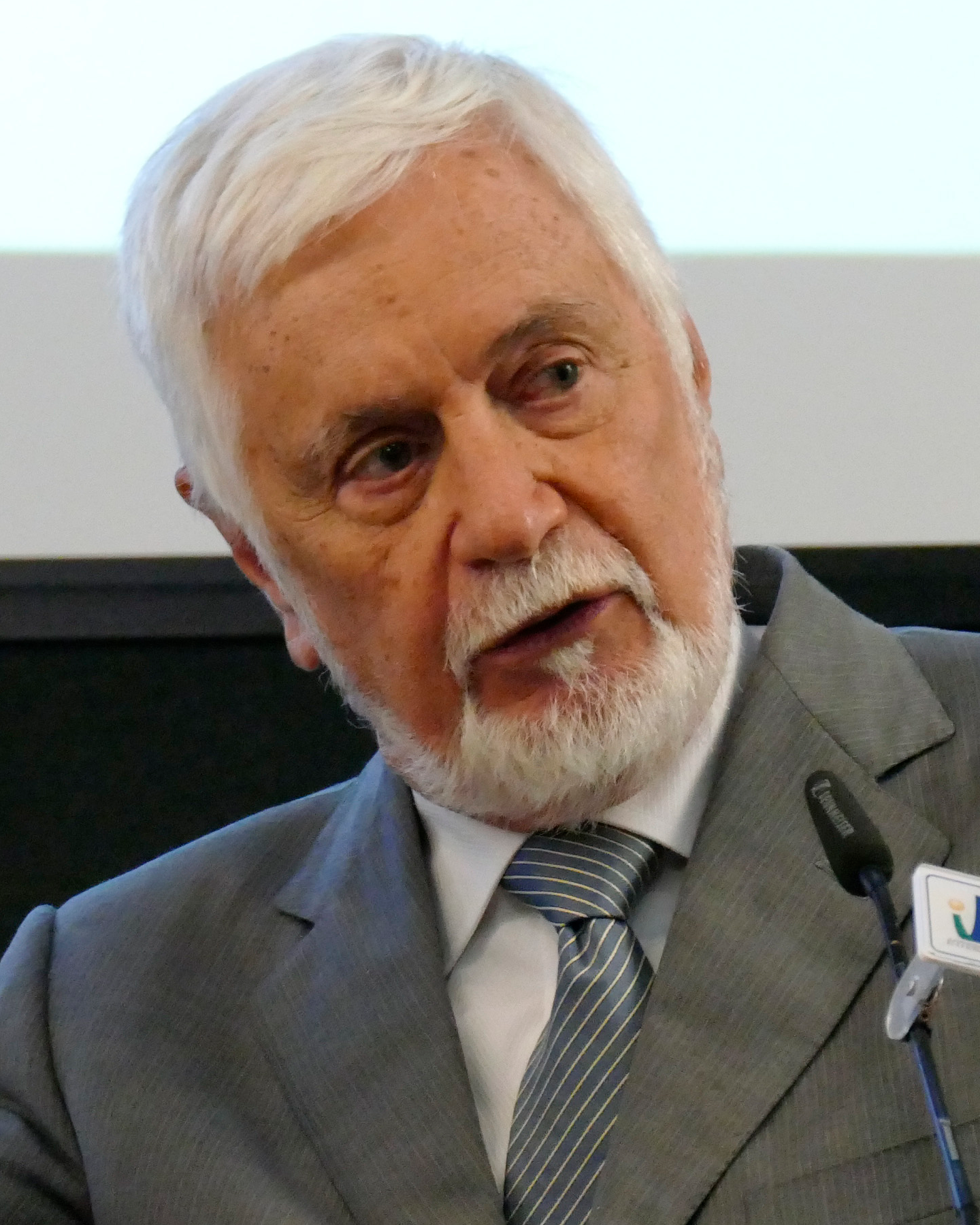
Edmar Bacha, participante do Plano Real e membro da Academia Brasileira de Letras
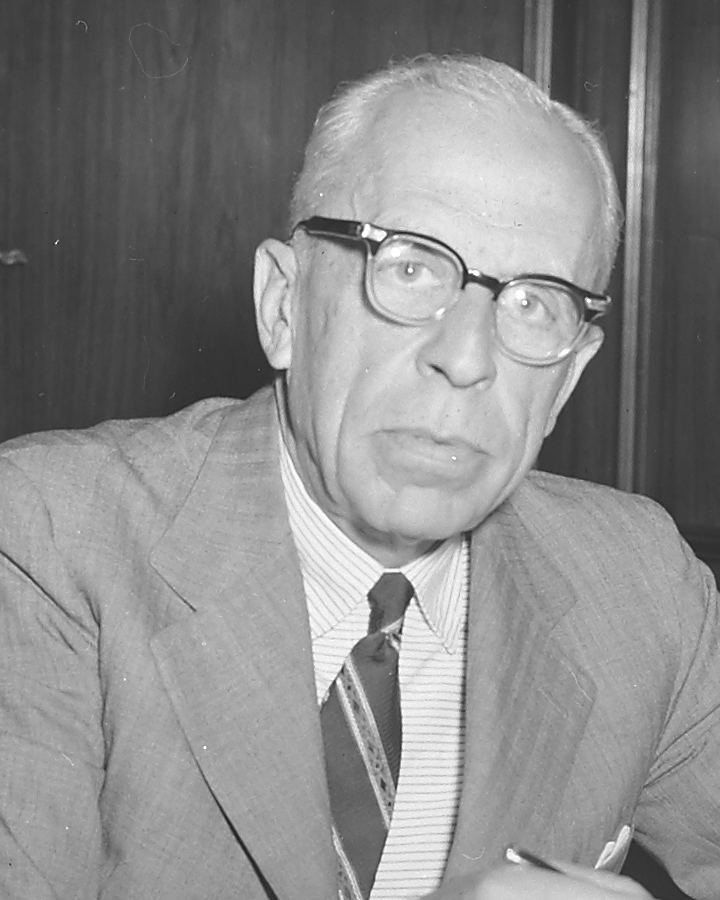
Eugênio Gudin, representante em Bretton Woods e ex-ministro da Fazenda
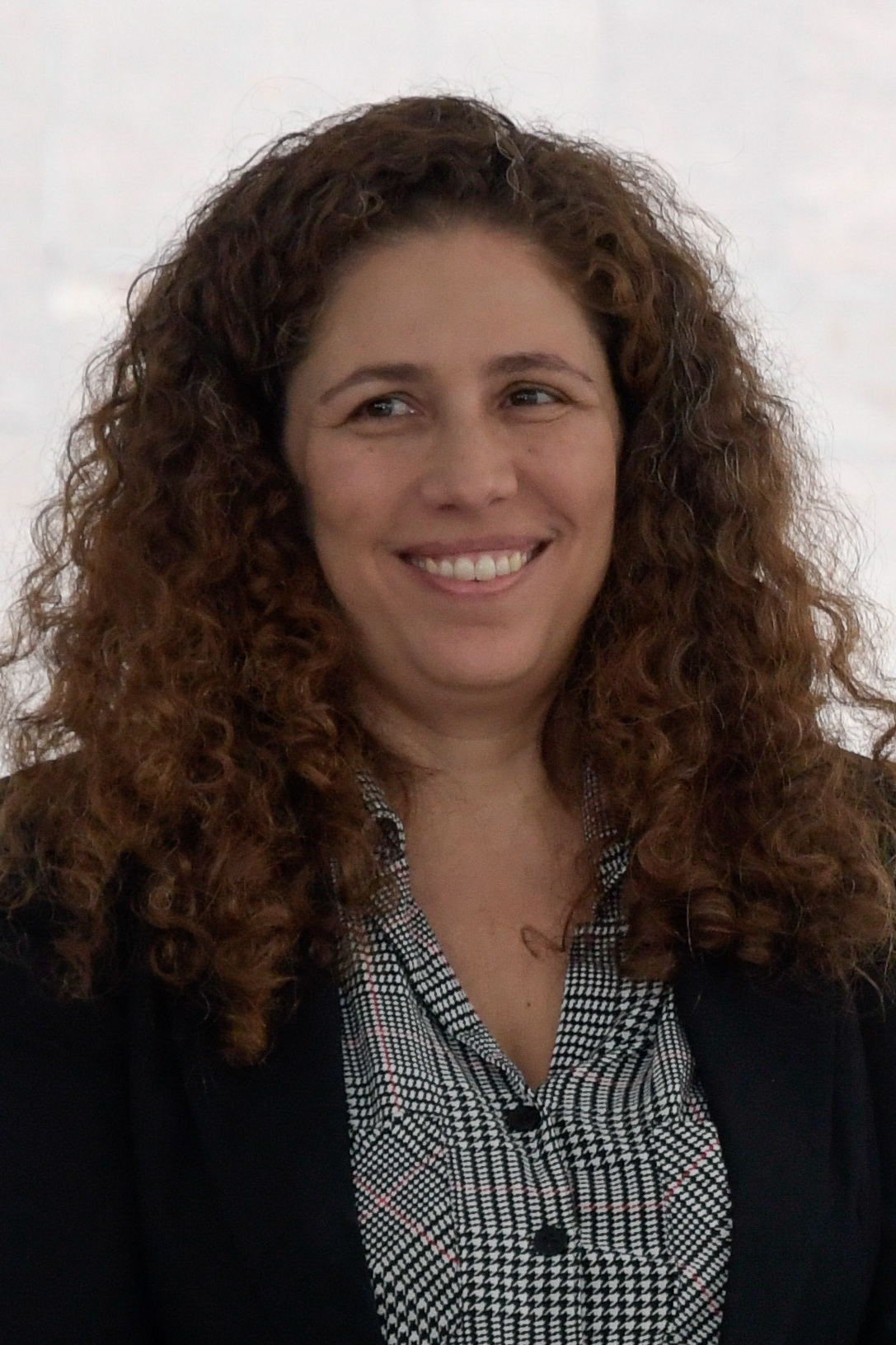
Esther Dweck, ministra da Gestão e da Inovação em Serviços Públicos
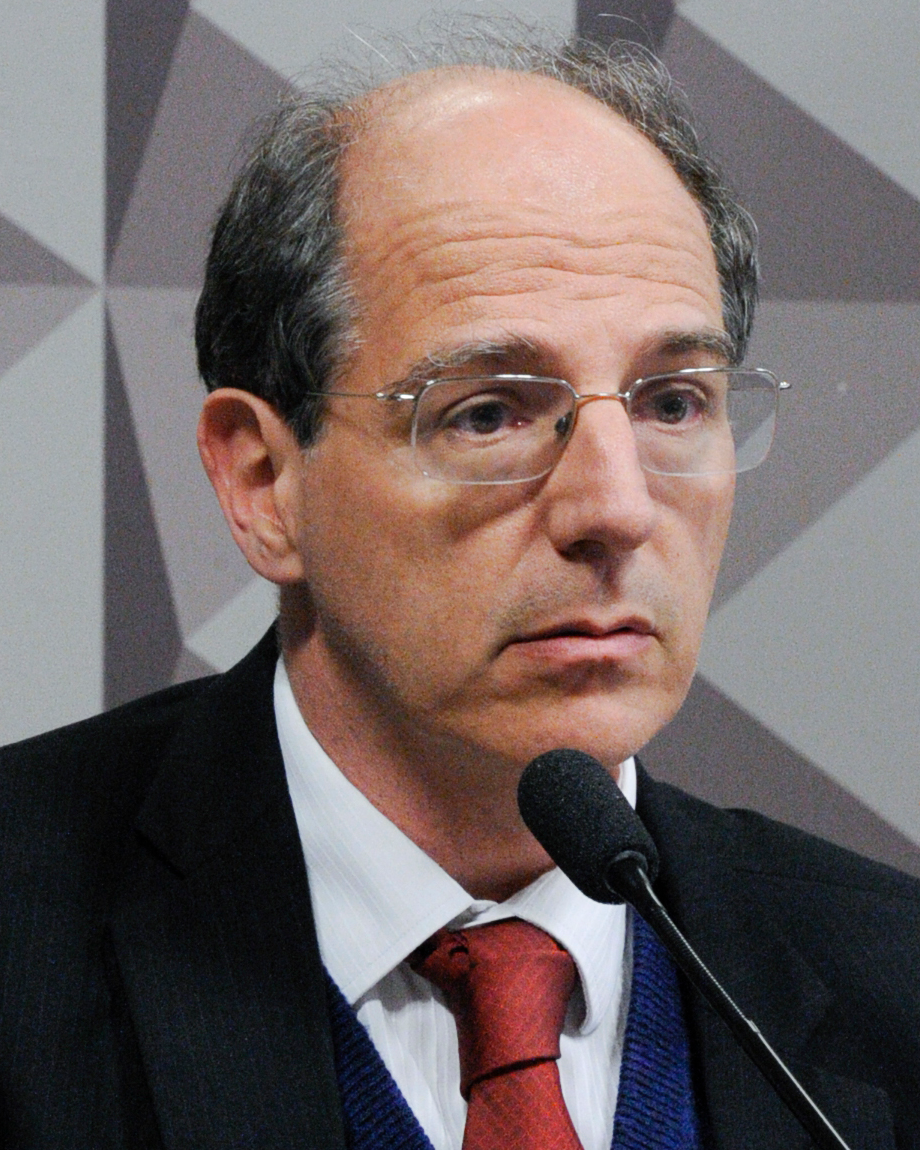
Fabio Giambiagi, ex-membro do BNDES
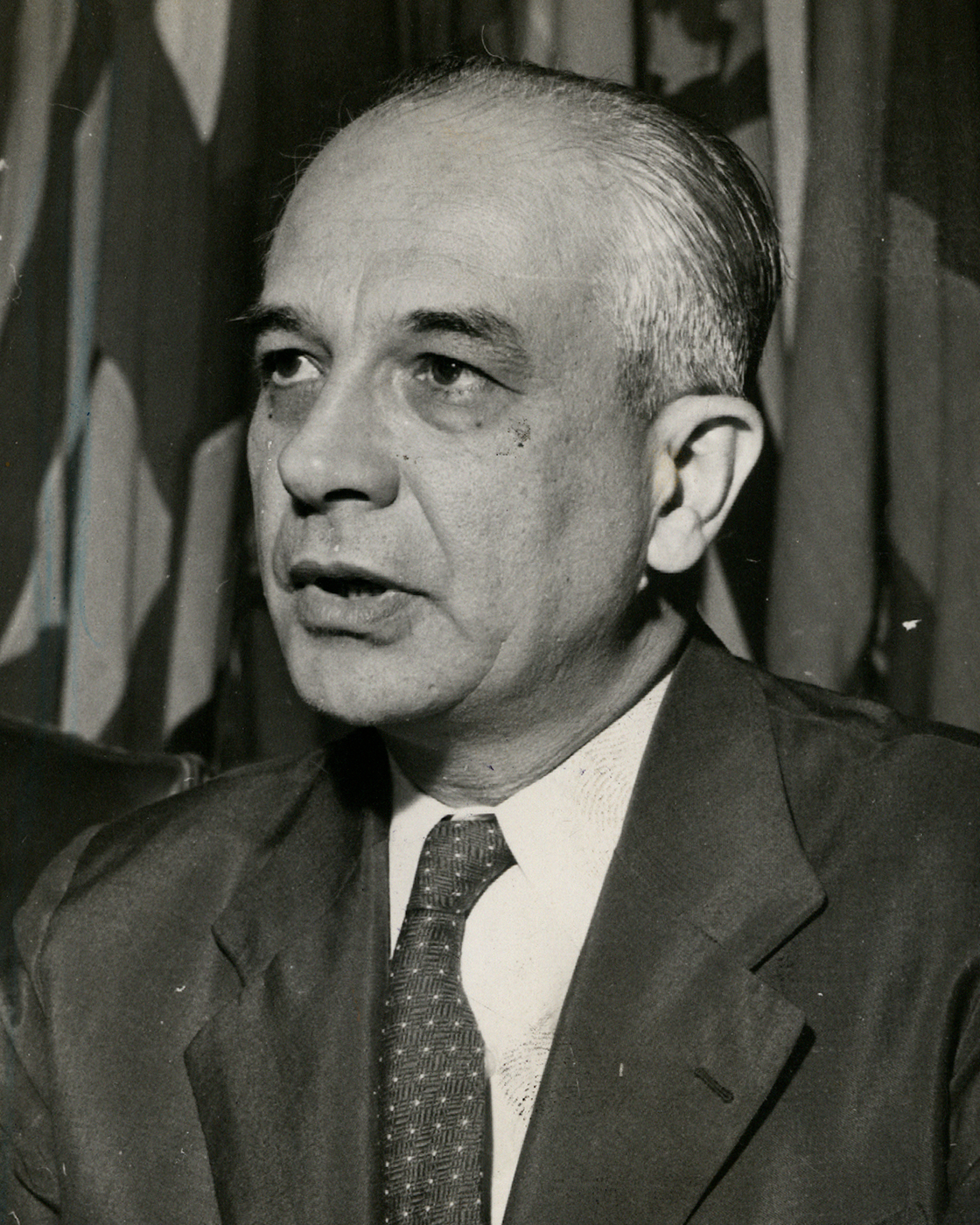
Gouveia de Bulhões, ex-ministro da Fazenda
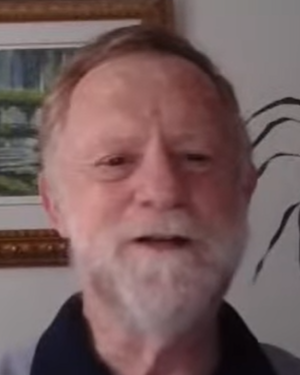
Ricardo Bielschowsky, membro da Cepal
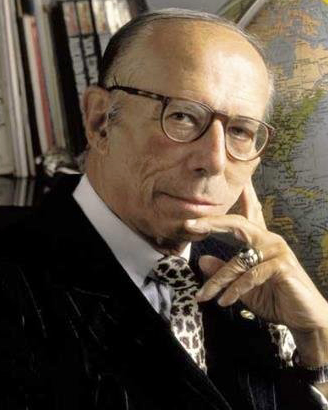
Roberto Campos, ex-presidente do BNDES, ex-ministro do Planejamento etc.